# Глубочицкая улица
Глубо́чицкая у́лица (укр. Глибо́чицька ву́лиця) — улица в Шевченковском районе города Киева, местность Кудрявец. Пролегает от улицы Сечевых Стрельцов до улицы Нижний Вал и Вознесенского спуска.
К Глубочицкой улице примыкают улицы Татарская, Студенческая, Соляная, Лукьяновская, Петровская, Глубочицкий проезд, Кудрявский спуск и Косогорный переулок.

## История
Улица известна с конца XVIII века как часть древней дороги (которую ещё называли Биховской дорогой от небольшой местности Биховщина на этой трассе) от Подола на Житомирскую дорогу. Название улицы происходит от ручья Глубочица, известного со времён Киевской Руси. Ручей начинался от небольших источников (в частности, в Кмитовом яру) и далее протекал по глубокому урочищу (по Глубочицкому яру) между Щекавицей и Кудрявцем в сторону Подола. Вдоль русла Глубочицы и была проложена улица.

## Застройка
Длительное время Глубочицкая улица была неупорядоченной, но в 1906 году заботу о её благоустройство взяла на себе городская власть, и уже в 1909 году по ней были проложены трамвайные пути.
Застройка вдоль улицы начала формироваться в начале XIX века. С середины того самого столетия она состояла из типовых одно-, двухэтажных деревянных и смешанных домов, преимущественно на 3 или 5 окон по фасаду. По расписанию улиц Киева улица принадлежала к низшему 4-му разряду. Лишь в последней четверти XIX века тут началось возведения двух-, трёхэтажных кирпичных домов.
Во второй половине XIX века и в начале XX века вдоль улицы возводились здания промышленных предприятий: Днепровского машиностроительного завода Млошевского, дрожжевого завода братьев Чоколовых. Над частью улицы доминировали здания Покровского женского монастыря, на Глубочице были деревянные ворота со входом на территорию монастыря.
С 1960-х годов началась реконструкция улицы, изменены рельеф склона Щекавицы в месте её примыкания к Глубочицкому урочищу. Историческая жилая застройка была снесена, в дальнейшем в течение 1970—80-х годов улица была отведена под застройку промышленными предприятиями.
На данный момент на улице сооружается несколько жилых комплексов, планируется постепенный снос промышленной застройки.

## Важные учреждения
- Посольство Республики Азербайджан (дом № 24)
- Завод «Электроприбор»
- Музей современного изобразительного искусства Украины (дом № 17)

## Памятники
- Памятник В. И. Ленину на территории завода «Электроприбор» (снесён в конце 2014 года)
- Памятник Гейдару Алиеву, расположен в сквере им. Г. Алиева поблизости от посольства Азербайджана.